# Anchor Baby (film)
Pour plus de détails, voir Fiche technique et Distribution.
Anchor Baby est un thriller dramatique nigérian écrit, réalisé et produit par Lonzo Nzekwe et mettant en vedette Omoni Oboli, Sam Sarpong et Terri Oliver. 

## Synopsis
Un couple nigérian marié, Joyce et Paul Unanga, vivant illégalement aux États-Unis, a été sommé de quitter le pays par l'immigration américaine. Ils décident de partir, mais seulement après que Joyce, qui est enceinte de cinq mois, ait accouché de son bébé aux États-Unis pour garantir la citoyenneté américaine automatique à leur enfant. Ignorant ainsi l'ordre d'expulsion, le couple entre dans la clandestinité. Lorsque Paul est arrêté et expulsé, laissant Joyce se débrouiller seule, elle se bat pour survivre. La bureaucratie continue d'empêcher Joyce d'atteindre son objectif et alors qu'elle est sur le point de perdre espoir, elle rencontre Susan, une écrivaine indépendante mariée qui propose de l'aider sous la forme d'un logement sûr et gratuit jusqu'à la naissance du bébé. Avec l'aide de son nouvel ami, Joyce entreprend de réaliser le «rêve américain» pour son enfant à naître,.

## Fiche technique
- Titre : Anchor Baby
- Réalisation : Lonzo Nzekwe
- Scénario : Lonzo Nzekwe
- Musique : Sean Baillie
- Photographie : Ricardo Diaz
- Montage : Matthew Johnson et Lonzo Nzekwe
- Société de production : Alpha Galore films
- Pays :  Nigeria et  Canada
- Genre : Drame et thriller
- Durée : 95 minutes
- Dates de sortie : 
  -  Nigeria : 10 décembre 2010

## Distinctions
Au Festival international du film de Harlem en 2010 à New York, le film a remporté le prix du meilleur film et Omoni Oboli, le protagoniste du film, a reçu le prix de la meilleure actrice,. Le film a reçu deux nominations lors de la 7e cérémonie des Africa Movie Academy Awards,,,.